# بیگ لیک (مینه‌سوتا)
بیگ لیک (به انگلیسی: Big Lake) شهری در شهرستان شربرن ایالت مینه‌سوتا در کشور ایالات متحده آمریکا است که جمعیت آن در سرشماری سال ۲۰۱۰ میلادی، ۱۰۰۶۰ نفر بوده‌است.